# Nina Berton
Nina Berton (Kehlen, 3 augustus 2001) is een wielrenster en veldrijdster uit Luxemburg. Ze rijdt vanaf 2025 bij EF-Oatly-Cannondale. 

## Carrière
Berton won meerdere keren de nationale titel bij de junioren en beloften in zowel de tijdrit als op de weg. In 2020 won ze het Luxemburgs kampioenschap veldrijden bij de beloften. In 2023 werd ze tweede achter 14-voudig kampioene Christine Majerus in de wegwedstrijd van het Luxemburgs kampioenschap en won ze de bergklassementen in de Ronde van Normandië en Festival Elsy Jacobs.

## Palmares

### Veld
2019
 Luxemburgs kampioenschap veldrijden (belofte)
2020
 Luxemburgs kampioene veldrijden (belofte)
2022
 Luxemburgs kampioenschap veldrijden (belofte)

#### Resultatentabel elite
| Seizoen   |    | WK | EK | LK |    | Klassementen | Klassementen | Klassementen | Klassementen | Klassementen |       | UCI- ranking |  | Podia | Podia | Podia | Aantal crossen |
| Seizoen   | WB | WK | EK | LK | SP | Trofee       | TOI TOI      | EKZ          | Goud         | Zilver       | Brons | UCI- ranking |  |       |       |       | Aantal crossen |
| --------- | -- | -- | -- | -- | -- | ------------ | ------------ | ------------ | ------------ | ------------ | ----- | ------------ |  | ----- | ----- | ----- | -------------- |
| 2024-2025 |    | –  | –  | ↑  |    | –            | –            | –            | –            |              |       |              |  |       |       |       |                |
| Totaal    |    | –  | –  | 3  |    | –            | –            | –            | –            | –            |       | –            |  | -     | 1     | -     | 1              |

#### Podiumplaatsen elite
| Legenda                       |
| ----------------------------- |
| Wereldkampioenschappen        |
| Continentale kampioenschappen |
| Nationale kampioenschappen    |
| Wereldbeker                   |
| Superprestige                 |
| Trofee                        |
| Overige veldritten            |

| Nr.           | Seizoen       | Datum           | Veldrit                            | Cat.          | Wedstrijdserie                    |               |
| Overwinningen | Overwinningen | Overwinningen   | Overwinningen                      | Overwinningen | Overwinningen                     | Overwinningen |
| 2e plaatsen   | 2e plaatsen   | 2e plaatsen     | 2e plaatsen                        | 2e plaatsen   | 2e plaatsen                       | 2e plaatsen   |
| ------------- | ------------- | --------------- | ---------------------------------- | ------------- | --------------------------------- | ------------- |
| 1.            | 2024-2025     | 12 januari 2025 | Luxemburgs kampioenschap, Cessange | CN            | Luxemburgse kampioenschappen (#3) | [ 1 ]         |
| 3e plaatsen   |               |                 |                                    |               |                                   |               |

### Weg

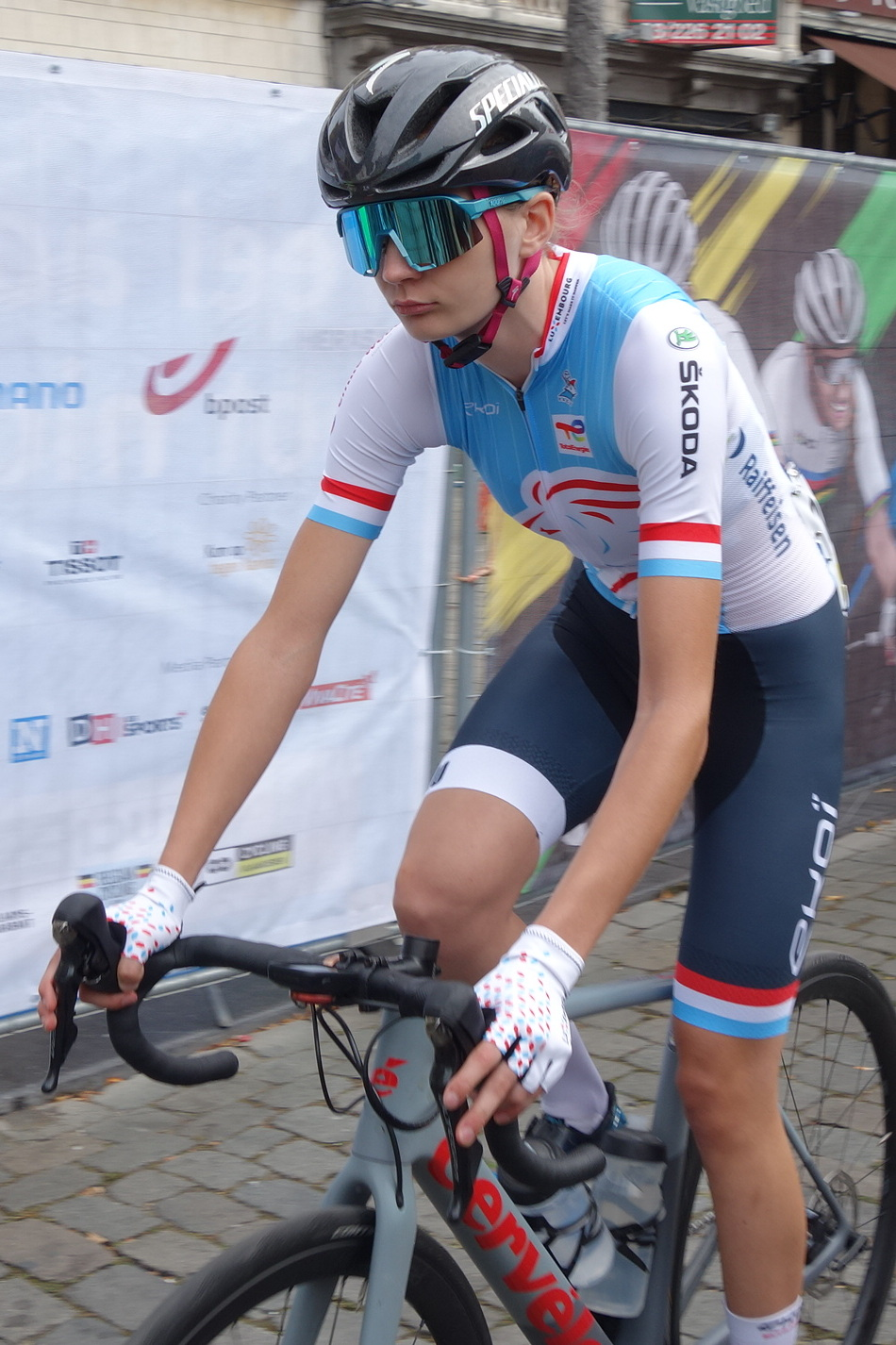
Nina Berton aan de start van het WK 2021 op de Grote Markt in Antwerpen.

2018
 Luxemburgs kampioene op de weg (junior)
 Luxemburgs kampioene tijdrijden (junior)
2019
 Luxemburgs kampioene op de weg (junior)
 Luxemburgs kampioene tijdrijden (junior)
2020
 Luxemburgs kampioenschap op de weg (belofte)
 Luxemburgs kampioenschap tijdrijden (belofte)
2021
 Luxemburgs kampioene op de weg (belofte)
 Luxemburgs kampioene tijdrijden (belofte)
2022
 Luxemburgs kampioene op de weg (belofte)
 Luxemburgs kampioene tijdrijden (belofte)
2023
 Luxemburgs kampioene op de weg (belofte)
 Luxemburgs kampioene tijdrijden (belofte)
Bergklassement Festival Elsy Jacobs
Bergklassement Ronde van Normandië

### Resultaten in voornaamste wedstrijden
| Jaar | Ronde van Italië | Ronde van Frankrijk | Ronde van Spanje |
| ---- | ---------------- | ------------------- | ---------------- |
| 2020 |                  |                     |                  |
| 2021 |                  |                     |                  |
| 2022 |                  |                     |                  |
| 2023 |                  |                     |                  |
| 2024 |                  |                     |                  |
| 2025 | 48e              |                     |                  |

| Jaar | Gent-Wevelgem | Ronde van Vlaanderen | Parijs-Roubaix | Luik-Bast.‑Luik | Strade Bianche |  | WK op de weg |
| ---- | ------------- | -------------------- | -------------- | --------------- | -------------- |  | ------------ |
| 2020 |               |                      |                |                 |                |  | opgave       |
| 2021 |               |                      |                |                 |                |  | 116e         |
| 2022 |               |                      |                | 72e             |                |  | 73e          |
| 2023 |               | 52e                  |                | 51e             | 47e            |  | opgave       |
| 2024 | 15e           | 19e                  | 40e            | 62e             | opgave         |  | 72e          |
| 2025 | 79e           | 65e                  | 45e            |                 | opgave         |  |              |

## Ploegen
- 2021 –  Andy Schleck-Immo Losch
- 2022 –  Andy Schleck-CP NVST-Immo Losch
- 2023 –  Ceratizit-WNT
- 2024 –  CERATIZIT-WNT Pro Cycling
- 2025 –  EF-Oatly-Cannondale

Alonso · Archibald · Arzuffi · Asencio · Berton · Brauße · Eberle · A. Fidanza · M. Fidanza · Gill · Kerbaol · Lach · Nilsson · Schweinberger · Teutenberg · De Zoete
Alonso · Archibald · Arzuffi · Asencio · Berton · Brauße · Eberle · A. Fidanza · M. Fidanza · Jaskulska · Kerbaol · Lach · Schweinberger · Teutenberg · De Zoete
Armitage (tot 1/4) · Berton · Borghesi · Cadzow · Christie · Emond · Ewers · Faulkner   · Henttala · Jackson · Kerbaol · Kessler · Kingma (vanaf 27/6) · Knaven · Roy · Rüegg · Vallieres · Volstad · van der Wolf